# Callan McAuliffe

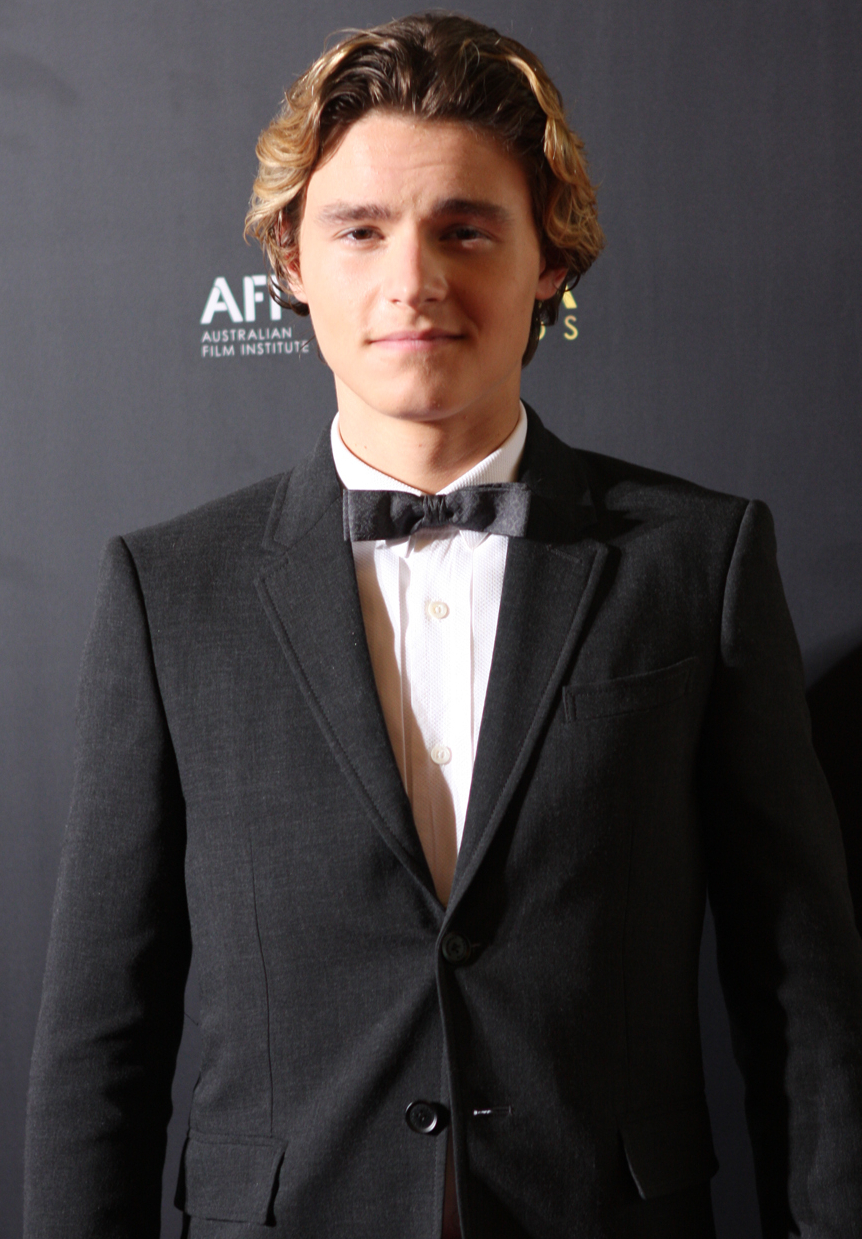
Callan McAuliffe bei den AACTA Awards 2012

Callan McAuliffe (* 24. Januar 1995 in Sydney, New South Wales) ist ein australischer Schauspieler.

## Leben
Seinen ersten Filmauftritt hatte McAuliffe im Alter von acht Jahren in einem Kurzfilm, weitere Rollen in australischen Fernsehserien wie Comedy Inc. und Blue Water High folgten. Sein amerikanisches Filmdebüt folgte 2010 in Rob Reiners romantischer Komödie Verliebt und ausgeflippt. Dort verkörperten McAuliffe und Madeline Carroll in den Hauptrollen zwei Jugendliche, die erst nach einigen Auseinandersetzungen zueinander finden. 2011 folgte eine größere Rolle im Action-Thriller Ich bin Nummer Vier. 2013 spielte er in Baz Luhrmanns Literaturverfilmung Der große Gatsby die von Leonardo DiCaprio gespielte Titelfigur in einer Rückblende als Jugendlichen, wofür er mit dem Young Artist Award in der Kategorie Bester Nebendarsteller
eines Spielfilms ausgezeichnet wurde.
Auch im Erwachsenenalter blieb McAuliffe bisher vielbeschäftigt als Schauspieler. 2014 folgten Hauptrollen in dem britischen Science-Fiction-Film Robot Overlords – Herrschaft der Maschinen neben Ben Kingsley und im südafrikanischen Actionstreifen Kite – Engel der Rache an der Seite von Samuel L. Jackson. 2016 agierte er in der Hauptrolle eines jungen Hackers, der einen Rachefeldzug gegen Bankfirmen führt, in dem Thriller Darkweb – Kontrolle ist eine Illusion von Akan Satajew. Von 2017 bis 2022 war er regelmäßig in der erfolgreichen Serie The Walking Dead in der Rolle des Alden zu sehen.

## Filmografie (Auswahl)
- 2004: D.C. (Kurzfilm)
- 2007: Comedy Inc. (Fernsehserie, 4 Folgen)
- 2008: Blue Water High (Fernsehserie, 2 Folgen)
- 2009: Franswa Sharl (Kurzfilm)
- 2009: Die Chaosfamilie (Packed to the Rafters, Fernsehserie, 2 Folgen)
- 2010: 1MC: Something of Vengeance
- 2010: Verliebt und ausgeflippt (Flipped)
- 2011: Ich bin Nummer Vier (I Am Number Four)
- 2011: Cloudstreet (Fernsehserie, eine Folge)
- 2013: Der große Gatsby (The Great Gatsby)
- 2013: Beneath The Harvest Sky
- 2014: Kite – Engel der Rache (Kite)
- 2014: Robot Overlords – Herrschaft der Maschinen (Robot Overlords)
- 2015: Homeland (Fernsehserie, Folge 4x12)
- 2015: The Stanford Prison Experiment
- 2016: Die Legende des Ben Hall (The Legend of Ben Hall)
- 2016: Darkweb – Kontrolle ist eine Illusion (Hacker)
- 2017–2022: The Walking Dead (Fernsehserie)
- 2019: Summer Night